# Lisa Theresa Hauser
Pour les articles homonymes, voir Hauser.
Lisa Theresa Hauser, née le 16 décembre 1993 à Kitzbühel, est une biathlète autrichienne. La saison 2020-2021 est celle de sa percée au plus haut niveau international, avec sa première victoire en Coupe du monde dans l'individuel d'Anterselva, précédant son titre de championne du monde de la mass-start à Pokljuka le 21 février 2021. Elle est la première médaillée d'or autrichienne dans l'histoire des Mondiaux de biathlon. Elle s'adjuge également le petit globe de l'individuel.

## Carrière
Au début de sa carrière sportive, elle est surtout active en tant que fondeuse, prenant part à des courses officielles à partir de 2008. Elle se consacre uniquement au biathlon à partir de 2012 et fait ses débuts en Coupe du monde lors de la saison 2012-2013, où elle participe seulement aux relais. Aux Championnats du monde junior, elle obtient un total de six médailles entre 2012 et 2014, dont quatre individuelles. 
Après avoir marqué ses premiers points en Coupe du monde dès sa première course individuelle en décembre 2013 à Annecy-Le Grand-Bornand (33e du sprint), elle prend part aux Jeux olympiques d'hiver de 2014, où elle se classe 27e du sprint, 39e de la poursuite, 36e de l'individuel et 9e du relais mixte.
Elle monte sur un podium de Coupe du monde pour la première fois en février 2016, à l'issue du relais mixte simple de Canmore. Elle gagne celui de Kontiolahti avec Simon Eder un an plus tard, avant d'obtenir son deuxième top cinq individuel de la saison à Oslo. À l'inter-saison 2016, elle décide de s'entraîner hors de l'équipe nationale en compagnie de Simon Eder, afin d'entretenir une collaboration avec son mentor Sandra Flunger.
En janvier 2017, lors de l'étape de Coupe du monde d'Oberhof, elle n'hésite pas en pleine course  à passer son bâton à Vanessa Hinz qu'elle venait de percuter, sacrifiant ainsi ses propres chances. Elle est récompensée pour ce geste par le Prix du fair-play du sport allemand.
Aux Jeux olympiques d'hiver de 2018, elle se classe 62e du sprint, 41e de l'individuel et 10e du relais mixte. 
Lors de la saison 2018-2019, elle se retrouve six fois dans le top dix en Coupe du monde, dont une septième place aux Championnats du monde sur l'individuel et termine au classement général à la 17e place. Elle confirme son niveau au cours de la saison suivante, se classant 18e du général de la Coupe du monde 2019-2020.
Après un bon début de saison 2020-2021, elle signe en janvier 2021 à Oberhof son premier podium individuel de Coupe du monde en terminant troisième du sprint. Elle enchaîne alors les podiums, finissant troisième de la poursuite et encore troisième du second sprint d'Oberhof la semaine suivante. Le 21 janvier 2021 à Antholz-Anterselva, elle confirme sa grande forme en s'imposant de belle manière sur l'individuel avec un 19/20 au tir, signant ainsi sa première victoire en Coupe du monde. Elle conclut le second « trimestre » à Antholz-Anterselva sur son cinquième podium en sept courses individuelles (3e de la mass-start).
Lisa Theresa Hauser écrit l'histoire du biathlon féminin autrichien lors des championnats du monde 2021 à Pokljuka. Médaillée d'argent du relais mixte avec ses coéquipiers, elle termine ensuite deuxième de la poursuite en débordant Anaïs Chevalier-Bouchet dans le dernier tour. Enfin, dans la mass-start qui conclut le programme féminin le 21 février, elle réalise un 20 sur 20 au tir et s'impose en solitaire devant trois norvégiennes Ingrid Landmark Tandrevold, Tiril Eckhoff et Marte Olsbu Røiseland pour devenir la première championne du monde de biathlon de son pays.
A l'issue de la saison 2023-2024 , elle décide de quitter les structures fédérales autrichiennes et de s'entrainer seule.

## Palmarès

### Jeux olympiques
| Édition / Épreuve | Individuel | Sprint | Poursuite | Mass start | Relais | Relais mixte |
| ----------------- | ---------- | ------ | --------- | ---------- | ------ | ------------ |
| Sotchi 2014       | 35e        | 27e    | 38e       | —          | —      | 8e           |
| Pyeongchang 2018  | 41e        | 62e    | —         | —          | —      | 10e          |
| Pékin 2022        | 17e        | 4e     | 7e        | 11e        | 9e     | 10e          |

Légende :
- — : non disputée par Lisa Hauser

### Championnats du monde
| Édition / Épreuve       | Individuel | Sprint | Poursuite                | Mass start           | Relais | Relais mixte             | Relais mixte simple              |
| ----------------------- | ---------- | ------ | ------------------------ | -------------------- | ------ | ------------------------ | -------------------------------- |
| Nové Město 2013         | —          | —      | —                        | —                    | 19e    | —                        | Épreuve inexistante à cette date |
| Kontiolahti 2015        | 26e        | 24e    | 21e                      | 13e                  | 10e    | 5e                       | Épreuve inexistante à cette date |
| Holmenkollen 2016       | 13e        | 16e    | 20e                      | 21e                  | 12e    | 5e                       | Épreuve inexistante à cette date |
| Hochfilzen 2017         | 61e        | 23e    | 26e                      | 25e                  | DSQ    | 9e                       | Épreuve inexistante à cette date |
| Östersund 2019          | 7e         | 70e    | —                        | —                    | 16e    | —                        | 8e                               |
| Antholz-Anterselva 2020 | 51e        | 17e    | 8e                       | 9e                   | 12e    | 8e                       | 6e                               |
| Pokljuka 2021           | 4e         | 9e     | Médaille d'argent, monde | Médaille d'or, monde | 7e     | Médaille d'argent, monde | 6e                               |
| Oberhof 2023            | 32e        | 13e    | 27e                      | 9e                   | 5e     | 4e                       | Médaille d'argent, monde         |
| Nove Mesto 2024         | 22e        | 34e    | 22e                      | 6e                   | 8e     | —                        | 9e                               |
| Lenzerheide 2025        | 30e        | 26e    | 15e                      | 12e                  | 4e     | —                        | 8e                               |

Légende :

- : première place, médaille d'or
- : deuxième place, médaille d'argent
- : troisième place, médaille de bronze
- — : non disputée par Hauser
- : pas d'épreuve
- DSQ : disqualification

### Coupe du monde
- 1 petit globe de cristal :
  - Vainqueure du classement de l'individuel en 2021.

- Meilleur classement général : 3e en 2022.
- 24 podiums : 
  - 12 podiums individuels : 5 victoires, 3 deuxièmes places, 4 troisièmes places.
  - 1 podium en relais mixte : 1 deuxième place.
  - 11 podiums en relais mixte simple : 2 victoires, 7 deuxièmes places et 2 troisièmes places.

 Dernière mise à jour le 20 janvier 2024 

#### Classements en Coupe du monde par saison
| Saison    | Individuel | Individuel | Sprint | Sprint | Poursuite | Poursuite | Mass start | Mass start | Général | Général    |
| Saison    | Points     | Class.     | Points | Class. | Points    | Class.    | Points     | Class.     | Points  | Classement |
| --------- | ---------- | ---------- | ------ | ------ | --------- | --------- | ---------- | ---------- | ------- | ---------- |
| 2013-2014 | 17         | 35e        | 13     | 78e    | 6         | 73e       |            |            | 36      | 69e        |
| 2014-2015 | 34         | 29e        | 105    | 31e    | 93        | 26e       | 106        | 16e        | 338     | 24e        |
| 2015-2016 | 62         | 15e        | 161    | 18e    | 159       | 16e       | 97         | 17e        | 479     | 15e        |
| 2016-2017 | 69         | 12e        | 143    | 20e    | 191       | 13e       | 93         | 21e        | 496     | 15e        |
| 2017-2018 | 24         | 30e        | 91     | 30e    | 119       | 18e       | 26         | 37e        | 260     | 29e        |
| 2018-2019 | 94         | 5e         | 141    | 23e    | 167       | 13e       | 86         | 23e        | 488     | 17e        |
| 2019-2020 | 39         | 27e        | 141    | 17e    | 47        | 36e       | 125        | 14e        | 352     | 18e        |
| 2020-2021 | 103        | 1re=       | 256    | 8e     | 224       | 6e        | 171        | 6e         | 818     | 6e         |
| 2021-2022 | 86         | 2e         | 300    | 4e     | 222       | 5e        | 95         | 12e        | 684     | 3e         |
| 2022-2023 | 41         | 21e        | 231    | 7e     | 176       | 10e       | 156        | 6e         | 604     | 10e        |
| 2023-2024 | 59         | 14e        | 53     | 40e    | 72        | 31e       | '          | nc         | 184     | 33e        |
| 2024-2025 | 72         | 12e        | 130    | 18e    | 143       | 11e       | 151        | 9e         | 496     | 11e        |

#### Victoires
| Saison    | Individuel | Sprint      | Poursuite | Mass start              | Total |
| 2020-2021 | Antholz    |             |           | Pokljuka (Ch. du monde) | 2     |
| 2021-2022 |            | Östersund 2 |           |                         | 1     |
| 2022-2023 |            | Kontiolahti |           | Le Grand-Bornand        | 2     |
| Total     | 1          | 2           | 0         | 2                       | 5     |

Dernière mise à jour le 18 décembre 2022

#### Résultats détaillés en Coupe du monde
| 2013-2014 |        |        |         |        |         |        |        |        |        |         |        |        |        |        | .      | .       | .       | .      |        |        |        |         |         |         |        |         |    | 69e |
| 2013-2014 | IN     | SP     | PU Ann. | SP     | PU      | SP 33e | PU 42e | SP     | PU     | MS      | IN 24e | PU 35e | SP 36e | PU 45e | SP 27e | PU 36e  | IN 35e  | MS     | SP     | PU     | MS     | SP      | SP      | PU      | SP     | PU      | MS | 69e |
| 2014-2015 |        |        |         |        |         |        |        |        |        |         |        |        |        |        |        |         |         |        | .      | .      | .      | .       |         |         |        |         |    | 24e |
| 2014-2015 | IN 37e | SP 13e | PU 21e  | SP 26e | PU 21e  | SP 17e | PU 23e | MS 24e | SP 39e | MS 18e  | SP 37e | MS 20e | SP 26e | PU 32e | SP 44e | PU N.P. | IN 26e  | SP 41e | SP 24e | PU 21e | IN 26e | MS 13e  | SP 44e  | PU 25e  | MS 21e |         |    | 24e |
| 2015-2016 |        |        |         |        |         |        |        |        |        |         |        |        |        |        |        |         |         |        |        | .      | .      | .       | .       |         |        |         |    | 15e |
| 2015-2016 | IN 8e  | SP 11e | PU 29e  | SP 12e | PU 13e  | SP 29e | PU 40e | MS 8e  | SP 27e | PU 12e  | MS 23e | IN 46e | MS DNF | SP 28e | PU 31e | SP 70e  | MS 14e  | SP 28e | PU 12e | SP 16e | PU 20e | IN 13e  | MS 21e  | SP 16e  | PU 12e | MS Ann. |    | 15e |
| 2016-2017 |        |        |         |        |         |        |        |        |        |         |        |        |        |        |        | .       | .       | .      | .      |        |        |         |         |         |        |         |    | 15e |
| 2016-2017 | IN 6e  | SP 5e  | PU 6e   | SP 12e | PU 6e   | SP 20e | PU 28e | MS 9e  | SP 61e | PU      | MS DNF | SP 37e | PU 32e | IN 10e | MS 12e | SP 23e  | PU 26e  | IN 61e | MS 25e | SP 59e | PU 53e | SP 29e  | PU 6e   | SP 22e  | PU 5e  | MS 21e  |    | 15e |
| 2017-2018 |        |        |         |        |         |        |        |        |        |         |        |        |        |        |        | .       | .       | .      | .      |        |        |         |         |         |        |         |    | 29e |
| 2017-2018 | IN 17e | SP 24e | PU 12e  | SP 29e | PU N.P. | SP     | PU     | MS     | SP 27e | PU 28e  | IN 52e | MS     | SP 30e | PU 16e | MS     | SP 62e  | PU      | IN 41e | MS     | SP 49e | MS     | SP 32e  | PU 15e  | SP 13e  | PU 15e | MS 15e  |    | 29e |
| 2018-2019 |        |        |         |        |         |        |        |        |        |         |        |        |        |        |        |         |         |        |        | .      | .      | .       | .       |         |        |         |    | 17e |
| 2018-2019 | IN 9e  | SP 50e | PU 20e  | SP 22e | PU 19e  | SP 30e | PU 29e | MS 30e | SP 11e | PU 25e  | SP 22e | MS 13e | SP 9e  | PU 6e  | MS 23e | SI 15e  | SP Ann. | SP 26e | PU 13e | SP 70e | PU     | IN 7e   | MS      | SP 26e  | PU 11e | MS 5e   |    | 17e |
| 2019-2020 |        |        |         |        |         |        |        |        |        |         |        |        |        | .      | .      | .       | .       |        |        |        |        |         |         |         |        |         |    | 18e |
| 2019-2020 | SP 14e | IN 38e | SP 11e  | PU 39e | SP 13e  | PU 30e | MS 9e  | SP     | MS     | SP 35e  | PU 45e | IN 7e  | MS 7e  | SP 17e | PU 8e  | IN 51e  | MS 9e   | SP 15e | MS 16e | SP 43e | PU DNS | SP Ann. | PU Ann. | MS Ann. |        |         |    | 18e |
| 2020-2021 |        |        |         |        |         |        |        |        |        |         |        |        |        |        |        | .       | .       | .      | .      |        |        |         |         |         |        |         |    | 6e  |
| 2020-2021 | IN 38e | SP 13e | SP 43e  | PU 15e | SP 9e   | PU 10e | SP 15e | PU 12e | MS 8e  | SP 3e   | PU 3e  | SP 3e  | MS 12e | IN 1re | MS 3e  | SP 9e   | PU 2e   | IN 4e  | MS 1re | SP 38e | PU 45e | SP 13e  | PU 7e   | SP 5e   | PU 21e | MS 22e  |    | 6e  |
| 2021-2022 |        |        |         |        |         |        |        |        |        |         |        |        |        |        |        | .       | .       | .      | .      |        |        |         |         |         |        |         |    | 3e  |
| 2021-2022 | IN 2e  | SP 21e | SP 1re  | PU 4e  | SP 26e  | PU 23e | SP 4e  | PU 7e  | MS 9e  | SP 18e  | PU 6e  | SP 6e  | PU 10e | IN 9e  | MS 29e | IN 17e  | SP 4e   | PU 7e  | MS 11e | SP 26e | PU 23e | SP 9e   | MS 16e  | SP 2e   | PU 6e  | MS 8e   |    | 3e  |
| 2022-2023 |        |        |         |        |         |        |        |        |        |         |        |        |        |        | .      | .       | .       | .      |        |        |        |         |         |         |        |         |    | 10e |
| 2022-2023 | IN 32e | SP 1re | PU 9e   | SP 12e | PU 9e   | SP 22e | PU 22e | MS 1re | SP 13e | PU 10e  | IN 9e  | MS 7e  | SP 12e | PU 11e | SP 13e | PU 27e  | IN 32e  | MS 9e  | SP 7e  | PU 9e  | IN 46e | MS      | SP 65e  | PU Ann. | MS 11e |         |    | 10e |
| 2023-2024 |        |        |         |        |         |        |        |        |        |         |        |        |        |        | .      | .       | .       | .      |        |        |        |         |         |         |        |         |    |     |
| 2023-2024 | IN 6e  | SP 22e | PU 25e  | SP 41e | PU 44e  | SP     | PU     | MS     | SP 60e | PU N.P. | SP 28e | PU 17e | IN 23e | MS     | SP 34e | PU 22e  | IN 22e  | MS 6e  | IN 40e | MS     | SP 27e | PU 33e  | SP      | PU      | MS     |         |    |     |
| 2024-2025 |        |        |         |        |         |        |        |        |        |         |        |        |        |        | .      | .       | .       | .      |        |        |        |         |         |         |        |         |    |     |
| 2024-2025 | SI 6e  | SP 8e  | MS 15e  | SP 34e | PU 15e  | SP 80e | PU     | MS 12e | SP 13e | PU 13e  | IN 33e | MS 24e | SP 33e | PU 13e | SP 26e | PU 15e  | IN 30e  | MS 12e | SP 5e  | PU 11e | SI 22e | MS 7e   | SP 42e  | PU 10e  | MS     |         |    |     |

### Championnats du monde juniors et de la jeunesse
| Édition \ Épreuve | Individuel               | Sprint                    | Poursuite | Relais                    |
| ----------------- | ------------------------ | ------------------------- | --------- | ------------------------- |
| Kontiolahti 2012  | 11e                      | Médaille de bronze, monde | 15e       | Médaille de bronze, monde |
| Obertilliach 2013 | Médaille d'argent, monde | Médaille de bronze, monde | 7e        | 8e                        |
| Presque Isle 2014 | Médaille d'argent, monde | 17e                       | 12e       | Médaille de bronze, monde |

Légende :
- participation aux Championnats du monde de la jeunesse

### Championnats d'Europe juniors
| Édition \ Épreuve | Individuel                 | Sprint                    | Poursuite                 | Relais mixte |
| ----------------- | -------------------------- | ------------------------- | ------------------------- | ------------ |
| Osrblie 2012      | —                          | 18e                       | 21e                       | 4e           |
| Bansko 2013       | Médaille de bronze, Europe | Médaille d'argent, Europe | Médaille d'argent, Europe | 5e           |